# Arthur Birkett
Arthur Ernest Burrington Birkett (Egyesült Királyság, Devon, Exeter, 1875. október 25. – Egyesült Királyság, Nagy-London, Hammersmith, 1941. április 1.) olimpiai bajnok brit krikettjátékos.
Az 1900. évi nyári olimpiai játékokon, Párizsban játszott a brit kirikettcsapatban, ami a Devon and Somerset Wanderers volt. Ez volt az egyetlen olimpia eddig, amin a krikett szerepelt. Csak két csapat indult a krikettversenyen, a brit és a francia. A britek nyertek.